# Telescopio McMath-Pierce
Il telescopio solare McMath-Pierce, costruito nel 1962 su progetto dello studio Skidmore, Owings and Merrill, è il più grande del suo tipo. In cima alla struttura si trova un'eliostato di 28 m che segue la posizione del sole e da cui la luce viene riflessa in una galleria inclinata arrivando fin sottoterra; qui la luce viene riflessa di circa 1,5° dallo specchio principale largo 1,61 m, arrivando al livello del suolo; un ultimo specchio la riflette nella camera sottostante, dove può acquisire tre posizioni di cui due sono spettrografi di 18 e 4 m.